# Stella Fontaine

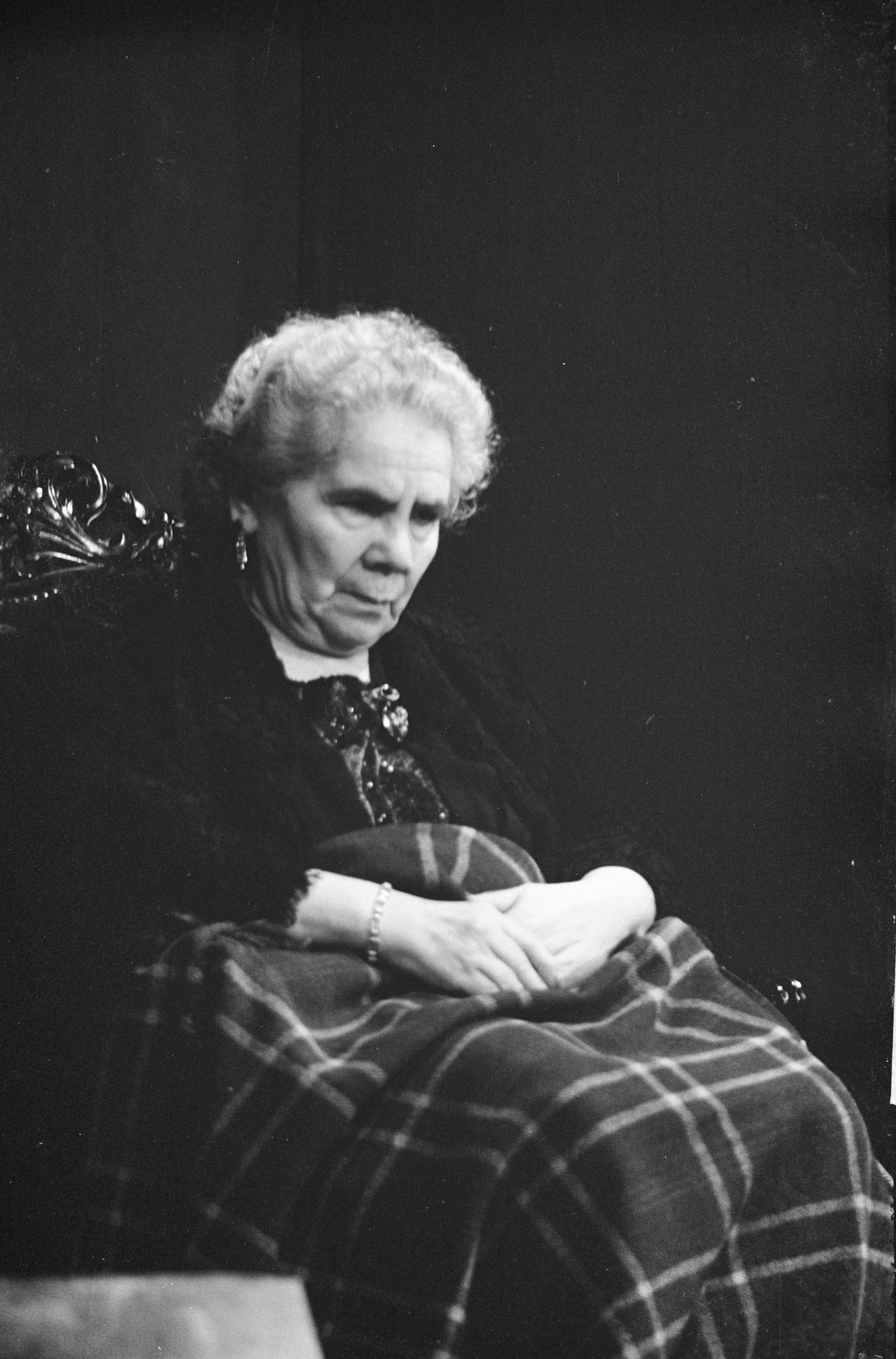
Stella Fontaine, 1962

Stella Fontaine, eigentlich Saartje Kanes (Sara Canes)  (* 4. April 1889 in Amsterdam – verstorben ebenda am 9. März 1966) war eine jüdisch-niederländische Kleinkünstlerin und Kabarettistin.

## Biografie
Fontaine wuchs als ältestes Kind zusammen mit zehn Geschwistern im Judenviertel Amsterdams (Straße: Jodenhouttuinen, heute abgegangen) auf. Dort besaßen ihre Eltern ein Fischgeschäft. Ihre Mutter war Heintje Bolle (1869–1911). Mozes Kanes, so der Name ihres 1868 geborenen Vaters, wurde am 20. März 1943 im Vernichtungslager Sobibor ermordet. Drei ihrer Brüder kamen dort ebenfalls zu Tode; einem weiteren Bruder sowie einer Schwester wurde im KZ Auschwitz das Leben genommen. Ein Bruder wurde in Warschau ermordet. Stella überlebte die Judenverfolgung in den Niederlanden untergetaucht bei der Amsterdamer Familie De Haan.
Als Kind sang Fontaine oft Lieder auf abendlichen Festen. Dort entdeckte sie der jüdische Humorist Louis Contran und der Schauspieler Louis de Vries (1871–1940), die entfernte Verwandte waren. An einem Abend sagte Contran: In dir steckt ein fabelhafter Stern. Das lateinische Wort für Stern ist Stella und da die berühmtesten Fabeln von Jean de La Fontaine stammen, fügte er den Künstlername Stella Fontaine zusammen. Ihr Repertoire bestand zumeist aus nur einem Lied, aber vielen Liedinterpretationen zeitgenössischer Sänger. So imitierte sie die damals bekannten Künstler Louis Davids, Louise Fleuron, Louisette, August Kiel, Antoinette Sohns und den seinerzeit in Flandern recht beliebten Sänger komödiantischer Lieder Frans Lamoen, die dieser stets mit besonderen Grimassen vortrug. Einer von Fontaines bekanntesten Lieder war Nocturne, eine Ballade über eine unglückliche Liebe. Sie arbeitete zunächst als Maschinenstrickerin in einem Amsterdamer Atelier. Kurz vor dem Ersten Weltkrieg gab sie ihr Debüt im Variété Flora, einem Varieté-Theater in der Amstelstraat. Ihr Auftritt machte wenig Eindruck, war aber das Sprungbrett zu einer nationalen Tournee mit Contran. 1914 gab sie in einem kleinen Saal auf dem Rokin (Straße und Gewässer in Amsterdam-Centrum) Liederabende für einberufene Soldaten.
1919 nahm sie das Lied Zusje, kun je mij soms ook vertellen auf, das für sie von Armand Haagman (* 17. Mai 1848, ermordet am 8. August 1942 in Auschwitz) geschrieben wurde. Stella Fontaine verfügte über eine Sopranstimme („nicht übermäßig kraftvoll, aber angenehm klingend und […] und eine exquisite und kultivierte Diktion“).
1962 übernahm sie eine Nebenrolle in dem VPRO-Fernsehdreiteiler In Holland staat een Rriddergoed.
Stella Fontaine heiratete am 22. Mai 1918 den Fleischhändler Salomon Gazan. Ihre Tochter Hendrina (Henny) Gazan (1923–2008) heiratete 1955 den Historiker Dick Blok. Dieser Verbindung entstammt die Fernsehmoderatorin Dieuwertje Blok.